# Llawfrodedd Farchog
Nella mitologia gallese Llawfrodedd Farchog o Llawfrodedd Farfog è un eroe gallese. 

## Fonti
Il suo nome è citato in un paio di antichi testi gallesi. Nella Triade 46 delle Triadi Gallesi, si dice che Llawfrodedd possiede Cornillo ("Piccolo Corno"), una delle Tre Prominenti Mucche dell'Isola di Britannia. L'Appendice III delle Triadi Gallesi cita anche il coltello di Llawfrodedd, che serviva 24 persone per un tavolo ed è uno dei Tredici tesori dell'Isola di Britannia.
Llawfrodedd si trova anche tra gli eroi della corte di re Artù nel racconto Culhwch e Olwen del Mabinogion (forse il racconto più antico sopravvissuto) e ne Il Sogno di Rhonabwy (uno degli ultimi racconti, ma tratto da materiale antico). Llawfrodedd è citato anche da qualche Gogynfeirdd (poeti di corte dei principi gallesi).
Ciò che sembra probabile è che Llawfrodedd fosse uno degli "Uomini del Nord", una figura del VI secolo contemporaneo di Urien Rheged e Llywarch Hen. Può essere stato incluso nel materiale perduto di questi due eroi. Ma in modo simile a questi la sua storia è stata poi fusa con quella di re Artù e ogni altro materiale sulle sue imprese del Yr Hen Ogledd ("Vecchio Nord") sono andate perdute.

## Etimologia
Il significato del nome Llawfrodedd è incerto. Gli epiteti Farchog (marchog) e Farfog (barfog) significano rispettivamente "cavaliere" e "barbuto".